# Манастир Војнићи
Манастир Војнићи припада Митрополији црногорско-приморској Српске православне цркве. Налази се на обронцима Паштровичке горе, у селу Војнићи, недалеко од Дуљева, изнад манастира Прасквица.

## Прошлост манастира
Иако нема поузданих историјских извора да потврде настанак манастира, верује се да потиче са краја 10. века. У манастиру постоје два храма, старији посвећен Светом Димитрију, који је од настанка манастира и други посвећен Светом Николи, подигнутом током 13. века. Манастир је скоро у потпуности срушен током земљотреса 1667. године. Од тог времена монашки живот у овом манастиру је потпуно престао.
После вишевековне запуштености и заборава, обнова је почела 2004. године. После веома сложене обнове манастирских цркава, обновљен је и мали конак и почела градња већег конака.

## Црква Светог Димитрија
Црква посвећена Светом Димитрију, као главни манастирски храм, иако старији по години подизања, био је у већем обиму сачуван. Основа грађевине је једнобродна са полукружном олтарском апсидом и једноделним звоником на преслицу, димензија 6,5m x 4m. Олтарски део је укопан у терен, тако да апсида нема спољњег зида, него је видљив само њен кров, зидана је од уских правилних тесаника. Главна фасада има готичке, витке пропорције, док је оквир пространих врата је од монолитних елемената. Над надвратником је плитка лучна ниша, а изнад ње је уски правоугаони отвор.
Карактеристично је да храм нема прозора. Осветљење је добијао кроз врата и отвор изнад њих. Часна трпеза је прислоњена уз апсидални зид, слично као у малом храму Успења Пресвете Богородице манастира Подмаине. Живописан је фрескама и по њиховим остацима може се закључити да је сликарство било квалитетно, вешто прилагођено димензијама и разуђености унутрашњости. Остаци бојеног слоја су у топлим тоновима црвене, љубичасте и мрке боје. Фреске Светог Димитрија оквирно се датују у 16-17. век.

## Црква Светог Николе
Као мања, црква посвећена Светом Николи, налази се паралелно са главном, већом црквом Светог Димитрија и пострадала је у већем обиму. Свод јој је био обрушен, као и део главне фасаде са звоником. Црква има карактеристичну једнобродну основу са равно завршеним олтарским делом, без полукружне апсиде. На подужним зидовима видљиве су простране четвртасте нише. Грађена је нешто крупнијим притесаним каменом. Поред рушевина црквице налазили су се трагови остатака зграда манастирских конака.
Данас је манастир Војнићи женски, слави Светог Серафима (15. јануар).